# Dongchangsaeng
Dongchangsaeng (동창생?), noto anche con il titolo internazionale Commitment, è un film del 2013 scritto da Kim Soo-young e diretto da Park Hong-soo.

## Trama
Li Myung-hoon è il figlio diciannovenne di una spia nordcoreana, che grazie al lavoro del padre è riuscito a vivere senza mai affrontare particolari sacrifici e persino a esercitarsi a suonare il pianoforte. Quando il padre tuttavia prova a disertare, Myung-hoon e sua sorella minore Hye-in sono trascinati in una prigione per effettuare lavori forzati; l'unica alternativa per il ragazzo è recarsi in Corea del Sud, come assassino e con l'identità di Kang Dae-ho. Giunto nel paese, incontra poi una ragazza con il nome simile a quello di sua sorella minore, con cui instaura un particolare legame.

## Distribuzione
In Corea del Sud la pellicola è stata distribuita dalla Showbox a partire dal 6 novembre 2013.